# Rīgas distrikt
Rīgas distrikt (lettisk: Rīgas rajons) er beliggende i regionen Livland i det centrale Letland. Udover den centrale administration består Rīgas distrikt af 23 selvstyrende enheder: 5 byer (lettisk: pilsētas, plur.; pilsēta, sing.), 9 storkommuner (lettisk: novadi, plur.; novads, sing.) samt 9 landkommuner (lettisk: pagasti, plur.; pagasts, sing.).

## Selvstyrende enheder underlagt Rīgas distrikt
- Ādaži storkommune
- Allažu landkommune
- Babīte landkommune
- Baldone by
- Baloži by
- Carnikava storkommune
- Daugmale landkommune
- Garkalne storkommune
- Inčukalns storkommune
- Krimulda landkommune
- Ķekava landkommune
- Mālpils landkommune
- Mārupe landkommune
- Olaine by
- Olaine landkommune
- Ropaži storkommune
- Sala landkommune
- Salaspils storkommune
- Saulkrasti by
- Sēja storkommune
- Sigulda storkommune
- Stopiņu storkommune
- Vangaži by

56°56′56″N 24°06′23″Ø / 56.9489°N 24.1064°Ø